# (38092) 1999 JF5
1999 JF5 (asteroide 38092) é um asteroide da cintura principal. Possui uma excentricidade de 0.13003560 e uma inclinação de 9.05888º.
Este asteroide foi descoberto no dia 10 de maio de 1999 por LINEAR em Socorro.